# زیارت (لاشار)
زیارت، روستایی در دهستان لاشار جنوبی بخش پیپ شهرستان لاشار در استان سیستان و بلوچستان ایران است.

## جمعیت
بر پایه سرشماری عمومی نفوس و مسکن در سال ۱۳۹۵، جمعیت این روستا برابر با ۳۷۷ نفر (۱۰۱ خانوار) بوده‌است.